# Diecezja Houmy-Thibodaux
Diecezja Houmy-Thibodaux (łac. Dioecesis Humensis-Thibodensis, ang. Diocese of Houma-Thibodaux) jest diecezją Kościoła rzymskokatolickiego w metropolii Nowy Orlean w Stanach Zjednoczonych w południowej części stanu Luizjana. 

## Historia
Diecezja została kanonicznie erygowana 2 marca 1977 roku przez papieża Pawła VI. Wyodrębniono ją z archidiecezji nowoorleańskiej. Pierwszym ordynariuszem został dotychczasowy biskup Beaumont w Teksasie Warren Louis Boudreaux (1918-1997). 

## Ordynariusze
- Warren Louis Boudreaux (1977–1992)
- Michael Jarrell (1992–2002)
- Sam Jacobs (2003–2013)
- Shelton Fabre (2013–2022)
- Mario Dorsonville (2023–2024)
- Simon Peter Engurait (nominat)